# كينوود المحدودة
تأسست شركة كينوود للتصنيع المحدودة (بالإنجليزية: Kenwood Manufacturing Co. Ltd)‏ في عام 1936 لبيع، تركيب وتصليح إجهزة الإذاعة والتلفاز. وتشتهر الشركة الآن بتصنيع معدات المطابخ الصغيرة. ومنذ عام 2001، تم إقفال جميع المصانع في إنجلترا وتورد جميع المنتجات الآن من الصين.

## وصلات خارجية
- الموقع الرسمي
- Kenwood Cooking Chef
- Ken Wood in Making the Modern World
- Company profile